# ワーナーブラザース スタジオツアーロンドン-メイキング・オブ・ハリー・ポッター
ワーナーブラザース スタジオツアーロンドン-メイキング・オブ・ハリー・ポッター（英語: Warner Bros. Studio Tour London – The Making of Harry Potter）は、イギリスの首都ロンドン近郊の町ワトフォードにあるワーナー・ブラザース・スタジオ・リーブスデン内に設けられたウォークスルー型の展示施設。映画『ハリー・ポッター』シリーズで実際に使用されたセット、衣装、小道具などが展示されている。ツアーはJエリアから一度屋外へ出て次のKエリアに進むよう配置されており、これは実際のスタジオ配置に即したものとなっている。
2012年にオープンし、ピーク時には1日におよそ6,000人が訪れた。

## 歴史
現在スタジオとなっている場所はかつて航空メーカーのデ・ハビランド・エアクラフト社と空軍省が共同で運用する飛行場として利用されており、第二次世界大戦末期には生産機数世界一の航空機工場だった。
戦争終結後はデ・ハビランドが空軍省から所有権を買い取って独占的に利用していたが、その後会社ごとロールス・ロイス社に買収された。その後1990年代初めにはイギリスの製造業が衰退し同社はこの飛行場を売却しようとしたが、買取先が見つからなかったため飛行場はそのまま放置された。
1994年、映画「ジェームズ・ボンド」シリーズの『ゴールデンアイ』制作チームがこの飛行場を見つけ、広さと高さを兼ね備えた航空機用格納庫を撮影スタジオにぴったりだと考えた。そして実際に飛行場を借り受け、内装を入れ替えて臨時の映画スタジオとして利用した。『ゴールデンアイ』公開後、ロケ地となったこのスタジオは非常に人気となり、その後も『スター・ウォーズ エピソード1/ファントム・メナス』やティム・バートン監督作品の『スリーピー・ホロウ』の撮影に使用された。
2000年になるとヘイデイ・フィルムズが「ハリー・ポッター」シリーズの撮影のためスタジオを借り受けた。そしてその後10年間にわたり全てのシリーズ作品がここで撮影され、配給元のワーナー・ブラザースとしても最も成功した映画シリーズの1つとなった。
シリーズ最終作の撮影が行われていた2010年にはワーナーが同スタジオを買収し、ヨーロッパの撮影拠点とする構想を発表した。同年11月にスタジオを買収したワーナーは、今後1億ドルを投資してこの場所を「ワーナー・ブラザース・リーブスデン・スタジオ」として発展させる計画を明らかにした。
そしてこの再開発計画の一環としてJとK2つのサウンドステージを建築し、「ワーナーブラザース　スタジオツアーロンドン–メイキング・オブ ・ハリー・ポッター」として公開することとなった。なお、これによって地元では新たに300人の雇用が生まれている。建設に際しては実際に使用したセットや小道具、衣装などが展示され、2012年初めにオープンした。

## 開発
シリーズ第1作『ハリー・ポッターと賢者の石』が成功を収めた2001年初めの段階から、ワーナー・ブラザースは今後シリーズに因んだ施設を建設することを見越して使わなくなった小道具などを保存していた。そして2010年、シリーズ最終作完成目前にリーブスデン・スタジオの買収と「ツアー」の開発を発表した。
ツアー構成やレイアウトは同社と深い関わりのあるシンクウェル・グループが設計し、同時に映画スタッフのスチュアート・クレイグ（プロダクションデザイナー）、ステファニー・マクミラン（衣装）、ジョン・リチャードソン（特殊効果）なども関わった。展示には実際に使用されたセット、小道具、衣装のみが使用され、具体的には食堂やダンブルドアの部屋、ダイアゴン横丁、魔法省、グリフィンドール男子寮・共用部、ハグリッドの小屋、24分の1ホグワーツ城などが展示されている。

### グランドオープン
施設は2012年3月31日にオープンし、オープンイベントには主要キャスト、スタッフが参加した。

### ロイヤルオープン
グランドオープンからおよそ1年が経過した2013年4月26日にはウィリアム王子・キャサリン夫妻臨席のもとロイヤルオープン式典が執り行われた。この式典にはヘンリー王子と作者のJ・K・ローリングも参加している。また当日には彼らが支援する複数の慈善団体の受益者たち数百人も参加している。王室一行はツアーの視察に加えて受益者との懇談、「ダークナイト・トリロジー」の衣装見学なども行った。